# Lejaren Hiller Sr.
Lejaren Hiller, Sr. / Lejaren à Hiller / John Hiller (3 juillet 1880 - 23 mai 1969), est un illustrateur et photographe américain. Né John Hiller, il change son nom de Lejaren à Hiller lorsqu'il déménage de Milwaukee à New York.

## Biographie
Il étudie la peinture et l'illustration à l'Institut d'art de Chicago et se rend à Paris où il trouve du travail dans de nombreux studios photographiques. Au début des années 1900, son attention se tourne vers la photographie et il est largement considéré comme le « créateur de l'illustration photographique américaine ».
Hiller est connu pour ses mises en scène spectaculaires de tableaux. Il passe un temps et des efforts considérables dans l'organisation de l'ensemble des modèles tandis qu'un assistant prend la photo, ce qui rend la contribution de Hiller plus proche de celle d'un réalisateur que d'un photographe. Il est plus intéressé au résultat final qu'aux moyens mis en œuvre pour y parvenir et on se souvient qu'il a déclaré :

« Si un homme veut étrangler sa femme et la jeter dans l'évier de la cuisine, qu'il le fasse de la façon qu'il veut. S'il le fait maladroitement, ou pas de la façon dont je le ferais, très bien - c'est un bon travail aussi longtemps qu'il la met dans l'évier, complètement étranglée. »

De 1927 à 1950, Hiller reçoit des commandes de la société Davis & Geck (en) pour produire les impressions d'une série de publicités historiques intitulée « Sutures dans la chirurgie antique » et publiée en 1944 sous le titre « La chirurgie à travers les âges ». Hiller utilise des costumes élaborés, des décors et éclairages mélodramatiques et emploie des modèles demi-vêtus posant en tant que patients. Les images représentent un large éventail de chirurgiens médiévaux et aztèques, ainsi que des chirurgiens de l'ancienne Égypte et de l'Inde. La collection est très bien accueillie et remporte en 1937 le prix de publicité Edward Bok (en). Les originaux de cette série sont donnés à l'Institut d'art de Chicago.
Hiller crée également une série d'affiches photographiques pour les forces armées des États-Unis durant la Seconde Guerre mondiale.
Son fils, également nommé Lejaren Hiller (1924-1994), est chimiste des drogues psychédéliques telles que la mescaline et un célèbre musicien, pionnier de la musique assistée par ordinateur.